# Dario Sekic
Dario Sekic (* 21. September 2003) ist ein österreichischer Fußballspieler.

## Karriere
Sekic begann seine Karriere beim DSV Leoben. Zur Saison 2018/19 wechselte er in die Akademie der Kapfenberger SV. Zur Saison 2019/20 rückte er in den Kader der dritten Mannschaft der Steirer, ASC Rapid Kapfenberg. Bis zum Abbruch der Spielzeit kam er zu einem Einsatz für Rapid in der sechstklassigen Unterliga. In der Saison 2020/21 absolvierte er bis zum Abbruch neun Sechstligapartien. Ohne zuvor für die zweite Mannschaft der Kapfenberger gespielt zu haben, debütierte er im Mai 2021 bei seinem Kaderdebüt für die Profis der KSV in der 2. Liga, als er am 29. Spieltag der Saison 2020/21 gegen den FC Dornbirn 1913 in der 82. Minute für Lewan Eloschwili eingewechselt wurde. Insgesamt kam er zu sieben Zweitligaeinsätzen, ehe er Kapfenberg nach der Saison 2022/23 verließ.
Zur Saison 2023/24 wechselte er dann zum Regionalligisten FC Mauerwerk.